# Hockey Club Bellerive Vevey
Le HC Bellerive Vevey est un club de hockey sur glace qui était basé à La Tour-de-Peilz, à côté de Vevey, dans le canton de Vaud, en Suisse. Il a été fondé au début des années 1900 (1904 ou 1905, selon les sources) et ses membres, l'Institut Sillig,, ont remporté trois titres de champion de Suisse, dont le tout premier de l'histoire du hockey suisse en 1909. En 1926, le club fusionne avec le Villars HC.

## Histoire du club
En compagnie des clubs de Caux, Les Avants, Lausanne, Leysin, Servette, La Villa et de Villars, le HC Bellerive Vevey est à l'origine de la fondation, à Vevey en 1908, de la Ligue suisse de hockey sur glace.

## Palmarès
- Championnat national
  - Champion (3) : 1909, 1919, 1920
- Championnat international suisse
  - Champion (1) : 1918

## Bilan saison par saison

### En championnat national suisse
| Saison    | PJ                                                                         | V                                                                          | D                                                                          | N                                                                          | BP                                                                         | BC                                                                         | Issue                                                                      |
| --------- | -------------------------------------------------------------------------- | -------------------------------------------------------------------------- | -------------------------------------------------------------------------- | -------------------------------------------------------------------------- | -------------------------------------------------------------------------- | -------------------------------------------------------------------------- | -------------------------------------------------------------------------- |
| 1908-1909 | 7                                                                          | 7                                                                          | 0                                                                          | 0                                                                          | ?                                                                          | ?                                                                          | Champion de Suisse (1)                                                     |
| 1909-1910 | 6                                                                          | 4                                                                          | 2                                                                          | 0                                                                          | 49                                                                         | 21                                                                         | 2e du championnat                                                          |
| 1910-1911 | 2                                                                          | 1                                                                          | 1                                                                          | 0                                                                          | 12                                                                         | 10                                                                         | Défaite en finale                                                          |
| 1911-1912 | 2                                                                          | 0                                                                          | 1                                                                          | 1                                                                          | 4                                                                          | 5                                                                          | 2e de groupe                                                               |
| 1912-1913 | 2                                                                          | 0                                                                          | 1                                                                          | 1                                                                          | 3                                                                          | 10                                                                         | 4e du championnat                                                          |
| 1913-1914 | Saison annulée à cause du mauvais temps                                    | Saison annulée à cause du mauvais temps                                    | Saison annulée à cause du mauvais temps                                    | Saison annulée à cause du mauvais temps                                    | Saison annulée à cause du mauvais temps                                    | Saison annulée à cause du mauvais temps                                    | Saison annulée à cause du mauvais temps                                    |
| 1914-1915 | Saison annulée à cause de la mobilisation pour la Première Guerre mondiale | Saison annulée à cause de la mobilisation pour la Première Guerre mondiale | Saison annulée à cause de la mobilisation pour la Première Guerre mondiale | Saison annulée à cause de la mobilisation pour la Première Guerre mondiale | Saison annulée à cause de la mobilisation pour la Première Guerre mondiale | Saison annulée à cause de la mobilisation pour la Première Guerre mondiale | Saison annulée à cause de la mobilisation pour la Première Guerre mondiale |
| 1915-1916 | ?                                                                          | ?                                                                          | ?                                                                          | ?                                                                          | ?                                                                          | ?                                                                          | ?                                                                          |
| 1916-1917 | ?                                                                          | ?                                                                          | ?                                                                          | ?                                                                          | ?                                                                          | ?                                                                          | ?                                                                          |
| 1917-1918 | ?                                                                          | ?                                                                          | ?                                                                          | ?                                                                          | ?                                                                          | ?                                                                          | 2e de groupe                                                               |
| 1918-1919 | 4                                                                          | 4                                                                          | 0                                                                          | 0                                                                          | 14                                                                         | 6                                                                          | Champion de Suisse (2)                                                     |
| 1919-1920 | 2                                                                          | 2                                                                          | 0                                                                          | 0                                                                          | 10                                                                         | 0                                                                          | Champion de Suisse (3)                                                     |
| 1920-1921 | 2                                                                          | 1                                                                          | 1                                                                          | 0                                                                          | 3                                                                          | 8                                                                          | Défaite en finale romande                                                  |
| 1921-1922 | ?                                                                          | ?                                                                          | ?                                                                          | ?                                                                          | ?                                                                          | ?                                                                          | ?                                                                          |
| 1922-1923 | ?                                                                          | ?                                                                          | ?                                                                          | ?                                                                          | ?                                                                          | ?                                                                          | ?                                                                          |
| 1923-1924 | ?                                                                          | ?                                                                          | ?                                                                          | ?                                                                          | ?                                                                          | ?                                                                          | ?                                                                          |
| 1924-1925 | ?                                                                          | ?                                                                          | ?                                                                          | ?                                                                          | ?                                                                          | ?                                                                          | ?                                                                          |
| 1925-1926 | ?                                                                          | ?                                                                          | ?                                                                          | ?                                                                          | ?                                                                          | ?                                                                          | ?                                                                          |

### En championnat international suisse
| Saison    | PJ | V | D | N | BP | BC | Issue                                |
| --------- | -- | - | - | - | -- | -- | ------------------------------------ |
| 1915-1916 | ?  | ? | ? | ? | ?  | ?  | ?                                    |
| 1916-1917 | ?  | ? | ? | ? | ?  | ?  | ?                                    |
| 1917-1918 | 1  | 1 | 0 | 0 | 2  | 1  | Champion international de Suisse (1) |
| 1918-1919 | 3  | 2 | 1 | 0 | 11 | 3  | Défaite en finale                    |
| 1919-1920 | 2  | 1 | 1 | 0 | 11 | 4  | Défaite en demi-finale               |
| 1920-1921 | 2  | 1 | 1 | 0 | 4  | 9  | Défaite en finale                    |
| 1921-1922 | ?  | ? | ? | ? | ?  | ?  | ?                                    |
| 1922-1923 | ?  | ? | ? | ? | ?  | ?  | ?                                    |
| 1923-1924 | 3  | 2 | 1 | 0 | 14 | 6  | Défaite en finale Ouest              |
| 1924-1925 | 2  | 1 | 1 | 0 | 4  | 4  | 2e de groupe                         |
| 1925-1926 | 1  | 0 | 1 | 0 | 0  | 0  | Forfait en finale Ouest              |